# Pamela Springsteen
Pamela Colleen Springsteen (Freehold, 8 de fevereiro de 1962) é uma atriz e fotógrafa norte-americana. Ela teve uma curta carreira na atuação, tornando-se mais conhecida por interpretar a assassina serial Angela Baker nos filmes de comédia de terror Sleepaway Camp II: Unhappy Campers (1988) e Sleepaway Camp III: Teenage Wasteland (1989).
Ela desempenhou papéis secundários e alguns de protagonista em outras produções de cinema ao longo da década de 1980, incluindo participações em Fast Times at Ridgemont High (1982), Reckless (1984) e Modern Girls (1986). Na televisão, apareceu em episódios de programas como The Facts of Life e Family Ties. Em sua carreira na fotografia, envolveu-se em diversos projetos na indústria musical e cinematográfica. O músico Bruce Springsteen é seu irmão mais velho.

## Primeiros anos
Pamela Springsteen nasceu em Freehold, no Condado de Monmouth, Nova Jérsei. É filha de Adele Zerilli, uma secretária jurídica de ascendência italiana, e Douglas (Doug) Frederick Springsteen, um veterano da Segunda Guerra Mundial de ascendência holandesa-irlandesa que trabalhava como motorista de ônibus. É a irmã mais nova do artista musical Bruce Springsteen e tem uma irmã mais velha, Virginia. Em 1969, quando tinha sete anos, Pamela se mudou com os pais para a Califórnia.

## Carreira

### Atuação
Springsteen foi escalada para seu primeiro papel no cinema, uma jovem líder de torcida, na comédia romântica Fast Times at Ridgemont High, de 1982. Seu próximo filme foi o drama Reckless (1984), em que apareceu novamente como uma líder de torcida. Também atuou na comédia Modern Girls (1986) e no musical Scenes from the Goldmine (1987). Seu primeiro papel coadjuvante principal, Judy, veio em 1988 na comédia obscura Dixie Lanes, com Karen Black. Nesse mesmo ano, apareceu em seu primeiro papel principal, a assassina psicótica Angela Baker, na comédia de terror slasher de baixo orçamento Sleepaway Camp II: Unhappy Campers. Ela reinterpretou a personagem na sequência, Sleepaway Camp III: Teenage Wasteland, lançada em 1989. Esses filmes fizeram com que a atriz conquistasse seguidores entre os fãs de terror.
Em 1989, Springsteen apareceu em uma comédia sexual dos mesmos criadores dos filmes Sleepaway Camp II e Sleepaway Camp III, intitulada Fast Food; nessa produção, ela interpretou Mary Beth, uma personagem coadjuvante com 10 minutos de tempo de tela. Na primeira metade da década de 1980, ela participou de episódios de algumas séries de televisão, incluindo The Facts of Life, Cagney & Lacey, Hardcastle and McCormick e Family Ties. Sua última aparição no cinema até o momento foi em The Gumshoe Kid, uma comédia policial de 1990. A partir de então, a artista decidiu afastar-se da atuação para dedicar-se integralmente à sua carreira como fotógrafa.

### Fotografia e outros trabalhos
Springsteen seguiu carreira como fotógrafa na indústria musical e cinematográfica. Suas fotos foram primeiramente publicadas na revista Creem no início dos anos 1990. Ela realizou trabalhos fotográficos para vários singles, álbuns e materiais publicitários de seu irmão Bruce, sendo responsável pelas fotos de álbuns como Lucky Town, Human Touch e The Ghost of Tom Joad. Para este último, também criou o videoclipe da canção homônima, a partir de fotografias que tirou para um comercial do disco. Em 2017, as fotos de Pamela foram incluídas na exposição "Bruce Springsteen: A Photographic Journey" em Princeton, Nova Jérsei, com curadoria do Museu do Grammy.
Ela colaborou com vários outros artistas musicais, fotografando capas de álbuns para Vonda Shepard, N.W.A e Ice Cube, por exemplo. Nos bastidores do cinema e da televisão, fez trabalhos de fotografia em produções como The Devil's Child, The Price of a Broken Heart, Jack the Dog, Dancing at the Harvest Moon e Manhood. Seu estilo de fotografia atraiu muitas celebridades, incluindo Calista Flockhart, Def Leppard, Dolly Parton, Ellen Burstyn, Keith Richards, Neil Young, Olivia Newton-John, Robert Plant, Tom Hanks e Willie Nelson. Além disso, Springsteen dirigiu o vídeo musical de "These Words We Said", da cantora e compositora Kim Richey.

## Vida pessoal
A artista teve um breve relacionamento com o ator Sean Penn, seu colega de elenco no filme Fast Times at Ridgemont High. Em 1993, ela conheceu o cineasta Bobby Roth, a quem namorou durante nove anos. Eles se casaram em 2002 e tiveram uma filha, Ruby Grace Roth, nascida em julho do mesmo ano.

## Filmografia

### Cinema
| Ano  | Título                                | Papel                               | Notas                 | Ref.         |
| ---- | ------------------------------------- | ----------------------------------- | --------------------- | ------------ |
| 1982 | Fast Times at Ridgemont High          | Dina Phillips                       |                       | [ 18 ]       |
| 1984 | Reckless                              | Karen Sybern                        |                       | [ 18 ]       |
| 1985 | My Science Project                    | Monitora do corredor/Amiga de Ellie | Papel cameo           | [ 9 ] [ 12 ] |
| 1986 | Modern Girls                          | Tanya                               |                       | [ 18 ]       |
| 1987 | Scenes from the Goldmine              | Stephanie                           |                       | [ 18 ]       |
| 1988 | Dixie Lanes                           | Judy                                | Tcc.: Indian Summer   | [ 8 ] [ 9 ]  |
| 1988 | Sleepaway Camp II: Unhappy Campers    | Angela Baker                        |                       | [ 4 ]        |
| 1989 | Sleepaway Camp III: Teenage Wasteland | Angela Baker                        |                       | [ 4 ]        |
| 1989 | Fast Food                             | Mary Beth Bensen                    | Participação especial | [ 9 ] [ 19 ] |
| 1990 | The Gumshoe Kid                       | Mona Krause                         |                       | [ 9 ] [ 19 ] |
| 2012 | Sleepaway Camp IV: The Survivor       | Angela Baker                        | Filmagens de arquivo  | [ 12 ]       |

### Televisão
| Ano  | Título                   | Papel        | Notas                         | Ref.   |
| ---- | ------------------------ | ------------ | ----------------------------- | ------ |
| 1982 | The Facts of Life        | Sally        | Episódio: "Starstruck"        | [ 20 ] |
| 1982 | Cagney & Lacey           | Opal Durrell | Episódio: "Hotline"           | [ 21 ] |
| 1984 | My Mother's Secret Life  | Kelly        | Telefilme                     | [ 18 ] |
| 1984 | Hardcastle and McCormick | Gena         | Episódio: "Outlaw Champion"   | [ 22 ] |
| 1985 | Family Ties              | Gail         | Episódio: "Don't Go Changin'" | [ 23 ] |

### Trabalhos fotográficos
| Ano  | Título                          | Função                 | Notas               | Ref.   |
| ---- | ------------------------------- | ---------------------- | ------------------- | ------ |
| 1996 | Grand Avenue                    | Fotógrafa              | Telefilme           | [ 24 ] |
| 1997 | The Devil's Child               | Consultora fotográfica | Telefilme           | [ 12 ] |
| 1999 | The Price of a Broken Heart     | Fotógrafa still        | Telefilme           | [ 12 ] |
| 2001 | Jack the Dog                    | Fotógrafa still        | Longa-metragem      | [ 12 ] |
| 2002 | Dancing at the Harvest Moon     | Fotógrafa still        | Telefilme           | [ 12 ] |
| 2003 | Manhood                         | Fotógrafa still        | Longa-metragem      | [ 12 ] |
| 2005 | The Making of 'The Crying Game' | Fotógrafa still        | Vídeo de bastidores | [ 25 ] |
| 2016 | Nanoblood                       | Fotógrafa still        | Curta-metragem      | [ 12 ] |

### Vídeos musicais
| Ano  | Título                  | Artista           | Notas      | Ref.   |
| ---- | ----------------------- | ----------------- | ---------- | ------ |
| 1995 | "The Ghost of Tom Joad" | Bruce Springsteen | Fotografia | [ 11 ] |
| 1995 | "These Words We Said"   | Kim Richey        | Direção    | [ 15 ] |